# Corydalis kashgarica
Corydalis kashgarica là một loài thực vật có hoa trong họ Anh túc. Loài này được Rupr. mô tả khoa học đầu tiên năm 1869.